# Султан-Крым-Гирей, Николай Александрович
Никола́й Алекса́ндрович Султан-Крым-Гирей (Крым-Гирей-Адиль-Гирей; 1836 — 13 февраля 1920, Петроград) — государственный и общественный деятель Российской империи из рода Гиреев: феодосийский городской голова, помощник кавказского наместника по гражданской части, сенатор, действительный тайный советник.

## Биография
Происходил из дворян Таврической губернии, потомок крымских ханов. Сын любителя старины и мецената Александра Ивановича Султан-Крым-Гирея (1788—1846), известного как первооткрыватель Неаполя Скифского. В честь его отца в Симферополе был назван бульвар Крым-Гирея (ныне бульвар Франко). Англиканского вероисповедания, крещён в евангельской церкви деревни Нейзац.
Воспитывался в Павловском кадетском корпусе, 16 июня 1855 года поступил на военную службу и выпущен прапорщиком в лейб-гвардии Литовский полк, откуда поступил в Николаевскую академию Генерального штаба. Окончив академию в 1860 году, он вернулся в строй и в следующем году по болезни был уволен от службы подпоручиком.
По выздоровлении в 1863 году Султан-Крым-Гирей поступил на гражданскую службу судебным следователем, а в 1868—1871 годах состоял участковым мировым судьёй по городу Феодосии. В 1871 году он был избран феодосийским городским головой и одновременно стал почётным мировым судьёй по Феодосийскому округу (до 1890 года). Оставив в 1875 году пост городского головы, был избран председателем Феодосийской уездной земской управы и губернским гласным Таврического земства и одновременно уездным предводителем дворянства, занимая эти посты в течение 11 лет.
В 1886 году Султан-Крым-Гирей поступил на государственную службу, из подпоручиков был произведён в статские советники и назначен управляющим Екатеринославской казённой палатой, однако вскоре был перемещён на ту же должность в Таврическую губернию и 1 апреля 1890 года произведён в действительные статские советники. Последнюю должность он занимал до 1895 года, когда был назначен членом от Министерства финансов в Совете Главноначальствующего гражданской частью на Кавказе; его служба на этом посту была отмечена производством в чин тайного советника (6 апреля 1903 года).
После упразднения должности Главноначальствующего гражданской частью на Кавказе и назначения 26 февраля 1905 года графа И. И. Воронцова-Дашкова на восстановленный пост Наместника на Кавказе последний выбрал тайного советника Султан-Крым-Гирея на должность своего помощника по гражданской части, тогда как помощником Наместника по военной части стал генерал-лейтенант Я. Д. Малама. Революционный деятель В. А. Старосельский, некоторое время исполнявший обязанности кутаисского губернатора, так оценивал кадровую политику Воронцова-Дашкова:

Пригласив своим сотрудником по управлению гражданской частью либерала Н. А. Султан-Крым-Гирея, он, в то же время, парализовал его деятельность назначением самостоятельного заведывающего полицией на Кавказе реакционера генерала Ширинкина.

Доктор исторических наук А. В. Островский отмечает:

В дореволюционной печати Н. А. Султан-Крым-Гирей прямо обвинялся в связях с некоторыми революционными деятелями. Конкретных и убедительных данных на этот счет пока обнаружить не удалось, но есть основание утверждать, что Н. А. Султан-Крым-Гирей имел связи в либерально-оппозиционных кругах

2 апреля 1906 года Султан-Крым-Гирей был освобождён от должности помощника наместника и назначен к присутствию в Правительствующем Сенате, до 1917 года присутствовал в Судебном департаменте Сената. Его служба в этот период была отмечена производством в чин действительного тайного советника (5 апреля 1916 года) и пожалованием ордена Святого Александра Невского (1914 год).
Состоял товарищем председателя Союза русского сокольства и гимнастического общества «Сокол 1-й» в Санкт-Петербурге.
Скончался в 1920 году в Петрограде. Похоронен на кладбище Александро-Невской лавры.

## Семья
Был женат на дочери коллежского секретаря графине Поликсене Ивановне Гендриковой (1853 — 8 марта 1923) и от этого брака имел дочь Анну (род 1 октября 1882), бывшую замужем за лейтенантом флота Павлом Павловичем Остелецким.

## Награды
Султан-Крым-Гирей имел знак отличия за L лет беспорочной службы и был награждён многими орденами, в их числе:
- Орден Святого Станислава 1-й степени (1893 год)
- Орден Святой Анны 1-й степени (1896 год)
- Орден Святого Владимира 2-й степени (1900 год)
- Орден Белого орла (1905 год)
- Орден Святого Александра Невского (1 января 1914 года)